# Балашов, Сергей Александрович
Сергей Александрович Балашов (род. 20 июля 1996, Москва, Россия) — российский профессиональный баскетболист, играющий на позиции центрового.

## Карьера
Балашов начал заниматься баскетболом в 14 лет во Фрунзенской спортивной школе в Санкт-Петербурге. Затем Сергей перешёл в Кировскую спортивную школу, которая была ближе к его дому, а после этого — в «Спартак». Когда у «Спартака» начались проблемы с финансированием, то Балашов перешёл в московское «Динамо». По окончании сезона 2014/2015 финансовые проблемы начались уже у «Динамо» и Сергей вернулся в Санкт-Петербург, в молодёжную команду «Зенита». 
В 2016 году Балашов перешёл в краснодарский «Локомотив-Кубань-2». В сезоне 2016/2017 Единой молодёжной лиги ВТБ Балашов был признан «Самым ценным игроком» в декабре 2016 года и в марте 2017 года, а также вошёл в символическую пятёрку регулярного сезона как «Лучший центровой».
11 февраля 2017 года Балашов принял участие в «Матче молодых звёзд» в составе сборной Единой молодёжной лиги ВТБ. В этой игре Сергей провёл на площадке 20 минут 59 секунд, записав на свой счёт 4 очка, 6 подборов, 1 передачу и 1 перехват.
11 февраля 2018 года Балашов стал обладателем Кубка России. В финальном матче против «Нижнего Новгорода» (85:64) Сергей провёл на площадке 2 минуты 31 секунду и отметился 1 очком и 2 подборами.
Сезон 2018/2019 Балашов провёл в «Зените-Фарм» и привлекался к матчам основной команды. В Суперлиге-1 Сергей провёл 31 матч, со средними показателями 6,7 очка и 4,2 подбора. В Единой лиге ВТБ в составе «Зенита» провёл 8 игр и в среднем набирал 2,3 очка и 1,4 подбора.
В июне 2019 года Балашов подписал новый 2-летний контракт с «Зенитом».
В сезоне 2019/2020 Балашов выступал одновременно за фарм-клуб и основную команды «Зенита». В Суперлиге-2 Сергей принял участие в 15 матчах и в среднем набирал 12,3 очка, 8,2 подбора, 1,6 перехвата и 1,1 передача. В 5 матчах Единой лиги ВТБ его статистика составила 1 очко и 1,2 подбора.
В июле 2020 года Балашов перешёл в «Енисей».
В сезоне 2020/2021 в 14 матчах Единой лиги ВТБ статистика Балашова составила 1,9 очка, 1,1 подбора, 0,3 передачи и 0,1 перехвата.
В июле 2021 года Балашов продлил контракт с «Енисеем».
В сезоне 2021/2022 в 27 матчах Единой лиги ВТБ Балашов набирал в среднем 5,0 очка, 2,5 подбора, 0,6 передачи и 0,2 перехвата.
В июле 2022 года Балашов подписал новый контракт с «Енисеем».
В мае 2025 года Балашов сталь игроком МБА.

## Сборная России
В феврале 2021 года Балашов был включён в расширенный состав сборной России для подготовки к двум матчам квалификации Кубка мира-2023 со сборной Нидерландов.
В июне 2022 года Балашов принял участие в Открытом лагере РФБ для кандидатов в сборную России не старше 25 лет, проходящих в возрастные рамки для участия в студенческих соревнованиях.

## Киберспорт
В апреле 2020 года Балашов принял участие в кибербаскетбольном кубке по NBA 2K20 «Pro Cup», организованном Единой лигой ВТБ. На групповом этапе, играя командами «Денвер Наггетс», «Филадельфия Севенти Сиксерс» и «Лос-Анджелес Лейкерс», Сергей победил Ивана Евстигнеева (86:72), но уступил Артёму Комолову (59:62) и Джеремайя Хиллу (51:78). В 1/2 финала Балашов («Лос-Анджелес Клипперс») уступил Джордану Теодору (65:72, ОТ), а в матче за 3 место Сергей вновь встретился с Джеремайя Хиллом и проиграл со счётом 66:82.

## Достижения
- Обладатель Кубка России: 2017/2018